# Топорищево (Тверская область)
Топорищево — деревня в Весьегонском муниципальном округе Тверской области.

## География
Деревня находится в северо-восточной части Тверской области на расстоянии приблизительно 27 км на юг-юго-восток по прямой от районного центра города Весьегонск.

## История
Известна с 1646 года как вотчинная деревня стольника Якова Михайловича Толочанова. Дворов было 24 (1859), 45 (1889), 57 (1931), 40 (1963), 32 (1993), 16 (2008),. До 2019 года входила в состав Романовского сельского поселения до упразднения последнего.

## Население
Численность населения: 174 человека (1859), 165 (1889), 177 (1931), 127 (1963), 70 (1993),, 49 (100 % русские) в 2002 году, 42 в 2010, 17 (2020).